# Pulley
Pulley — каліфорнійський панк-рок гурт створений у 1994 році. Гурт відомий прямолінійним, безкомпромісним мелодичним панк-роком.

## Історія гурту
Гурт сформовано вокалістом Скоттом Радинським після виходу з Ten Foot Pole. На початку гурт складався з барабанщика з Strung Out Джордана Бернса, гітариста Джима Чері (колишній басист Strung Out, та згодом, Zero Down), гітариста Майка Хардера, та засновника Face to Face басиста Метта Рідла. Дебютний альбом Pulley, Esteem Driven Engine, був виданий у 1996 році лейблом Epitaph Records. Riddle пізніше приєднався до гурту No Use for a Name та був замінений Тайлером Реббе. Згодом було випущені альбоми: 60 Cycle Hum (1997), @ !* (1999), Together Again for the First Time (2001), Matters (2004). 30 липня 2008 року Pulley анонсували міні-альбом Time-Insensitive Material який був виданий 24 березня 2009 року на власному лейблі, під назвою X-Members.
У грудні 2010 року, Pulley анонсували плани увійти у студію у січні 2011 року для запису нового альбому який буде спродюсований Matt Hyde. Тим не менше, немає ні слова про те на якому лейблі буде виданий запис, чи це буде запис виданий гуртом самостійно так само, як міні-альбом Time-Insensitive Material. 2 січня 2011 року гурт оголосив на сторінці у Facebook [Архівовано 9 листопада 2015 у Wayback Machine.], що запис розпочнеться 14 січня; однак, 6 січня, було додано повідомлення у Facebook [Архівовано 9 листопада 2015 у Wayback Machine.] в якому сказано, «It's our final rehearsal tonight before we go into the studio to record. We got the song structures worked out so now we just have to play them over and over again, they say practice makes perfect.» Це перший студійний альбом за 8 років, від Matters 2004 року. 4 квітня 2011 року, Pulley оголосили через сторінку у Facebook, що вони випустять новий міні-альбом, The Long And The Short Of It, 28 червня 2011 року. 
28 вересня 2016, Pulley підписали контракт з лейблом Cyber Tracks, власником якого є Ель Хефе з гурту NoFX. А вже 18 жовтня було видано перший за дванадцять років студійний альбом під назвою No Change in the Weather.

## Склад гурту
Поточні учасники
- Скотт Радинський — вокал (1994–дотепер)
- Майк Хардер — гітара (1994–дотепер)
- Джим Блауерс — гітара (2002–дотепер)
- Тайлер Реббе — бас-гітара (1998–дотепер)
- Кріс Даллі — ударні (2013–дотепер)

Колишні учасники
- Джим Чері — гітара  (1994–2001) (помер)
- Метт Рідл — бас-гітара (1994–1997)
- Джордан Бернс — ударні (1994–2000)
- Тоні Палермо — ударні (2000–2009)
- «Metal Bob» Гілмор — ударні (2009–2013)

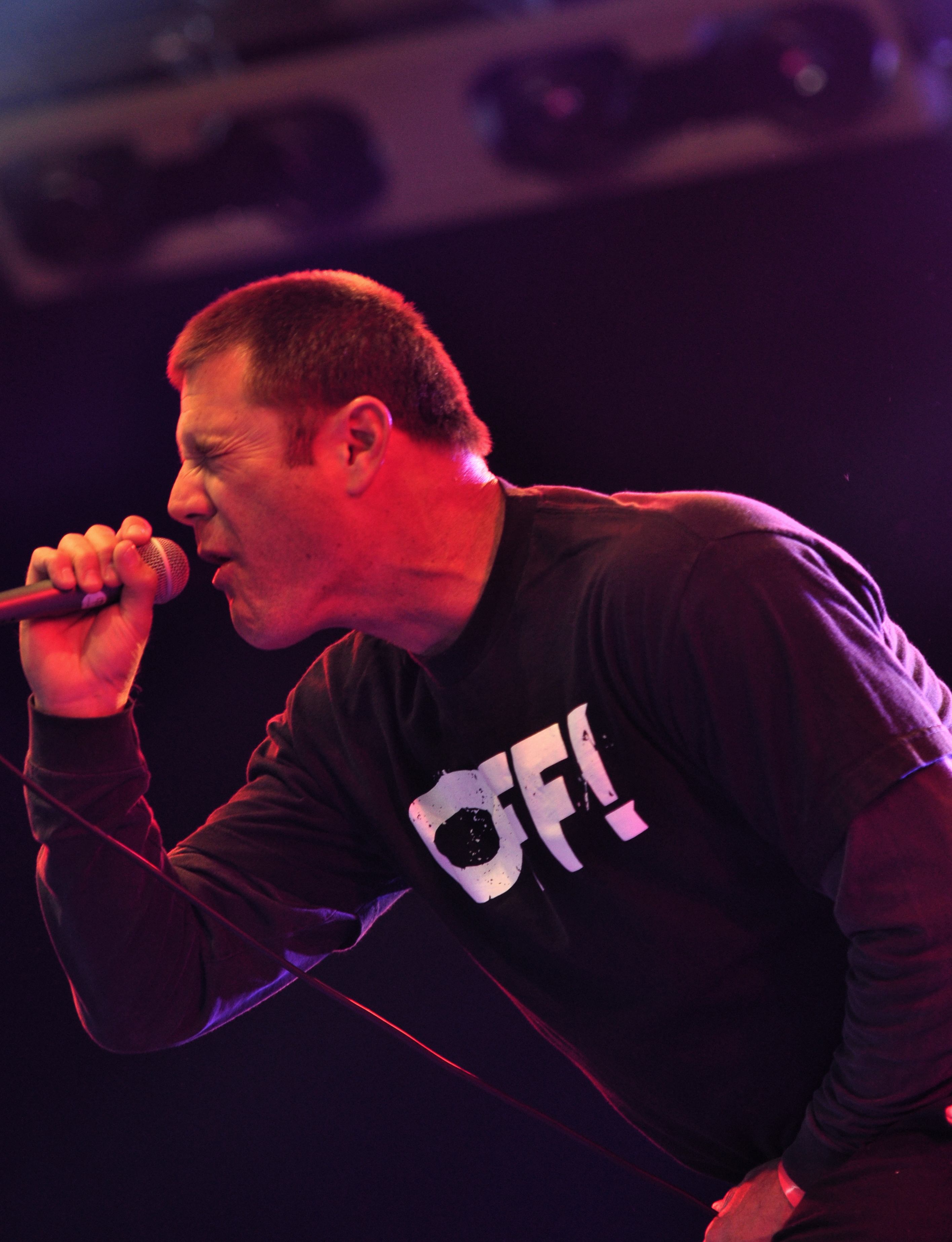
Скотт Радинський
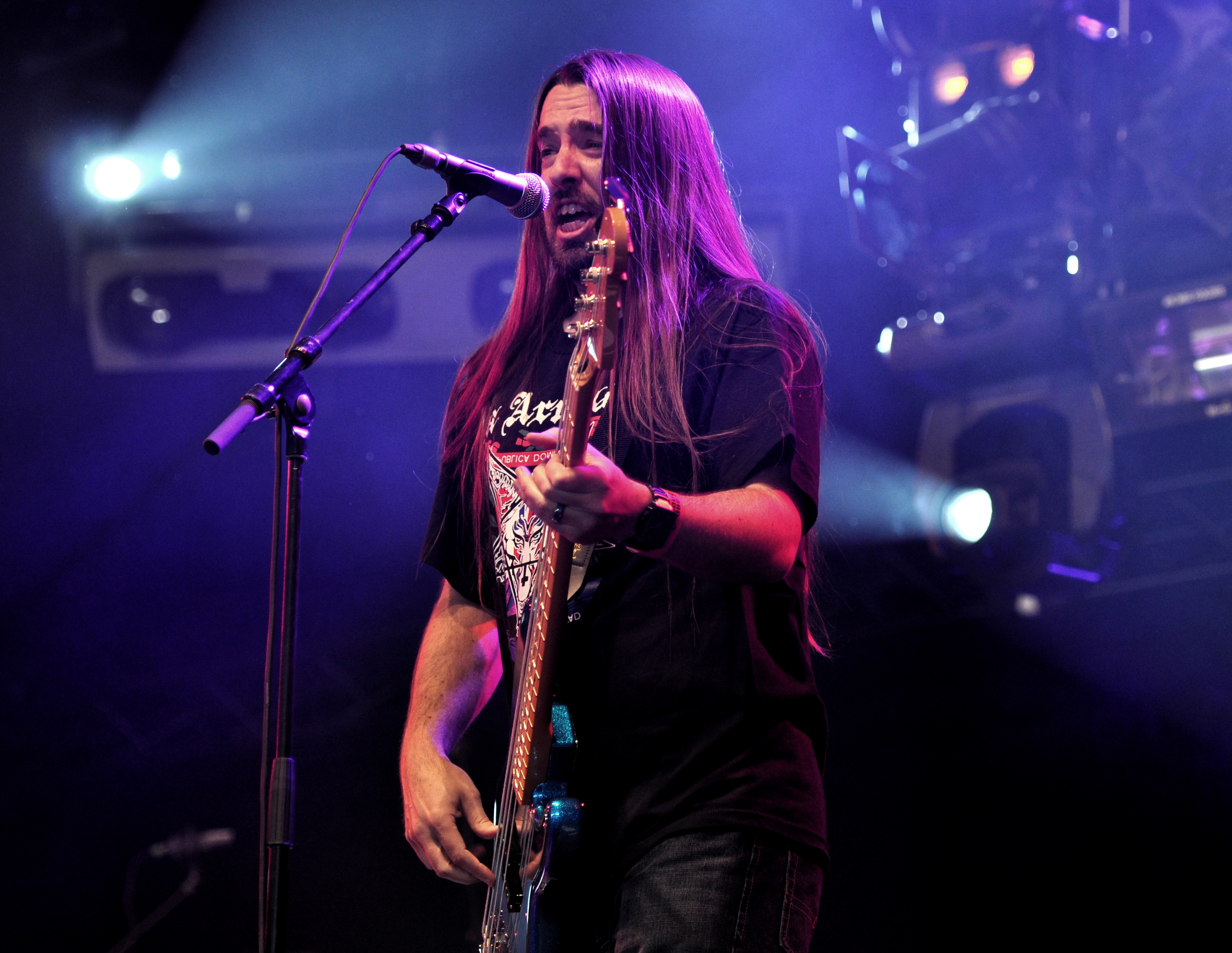
Тайлер Реббе
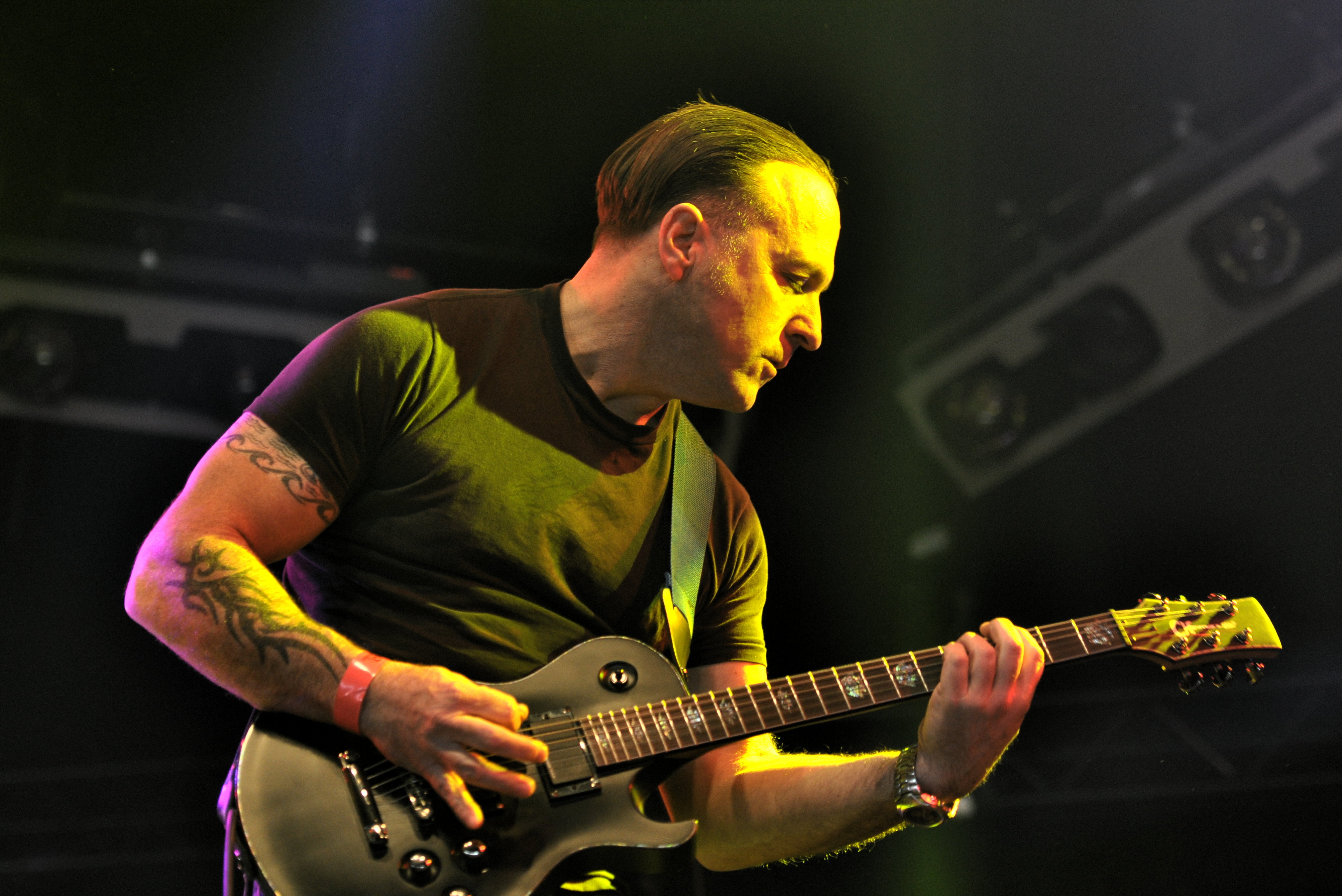
Джим Блауерс
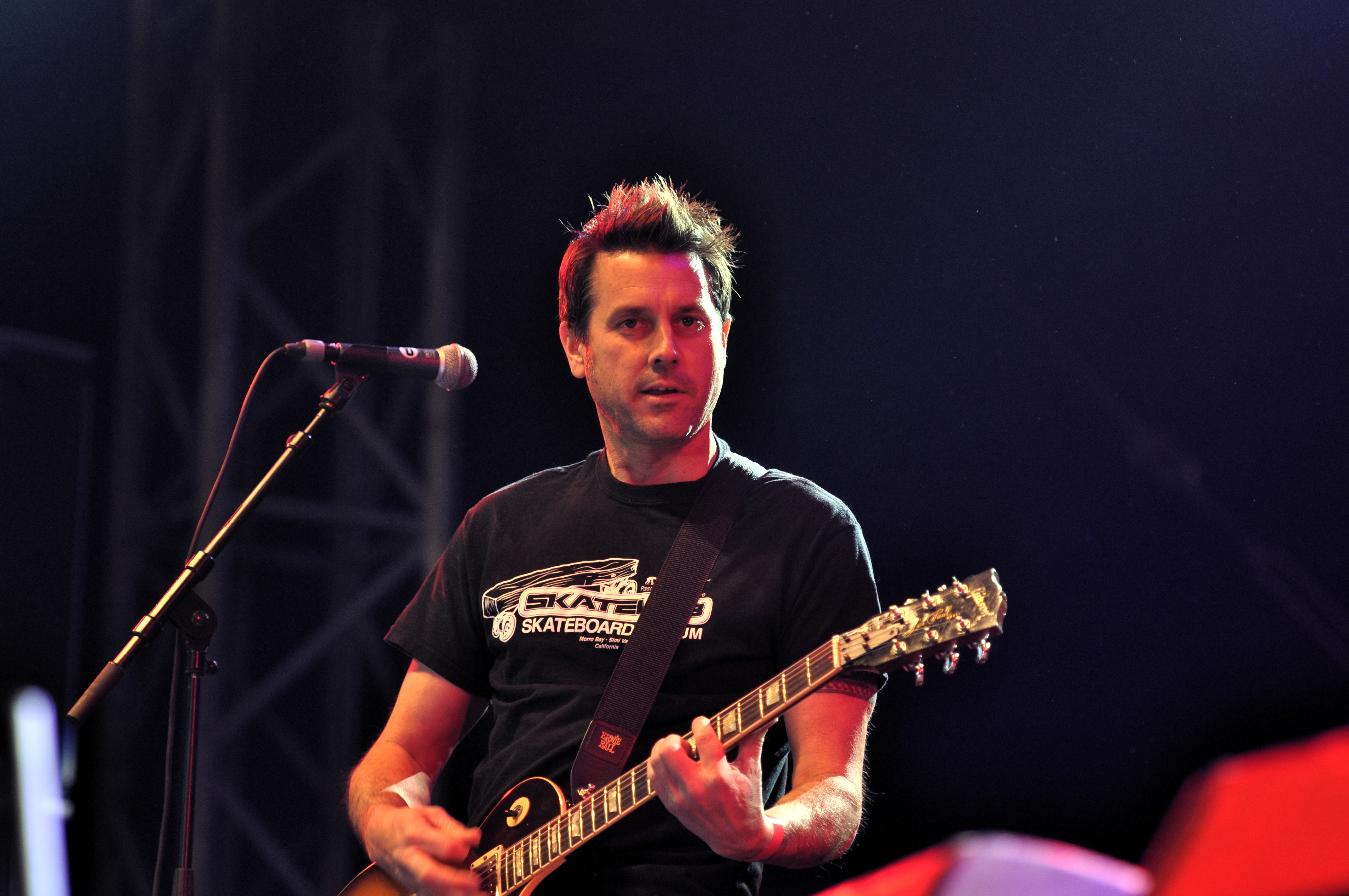
Майк Хардер
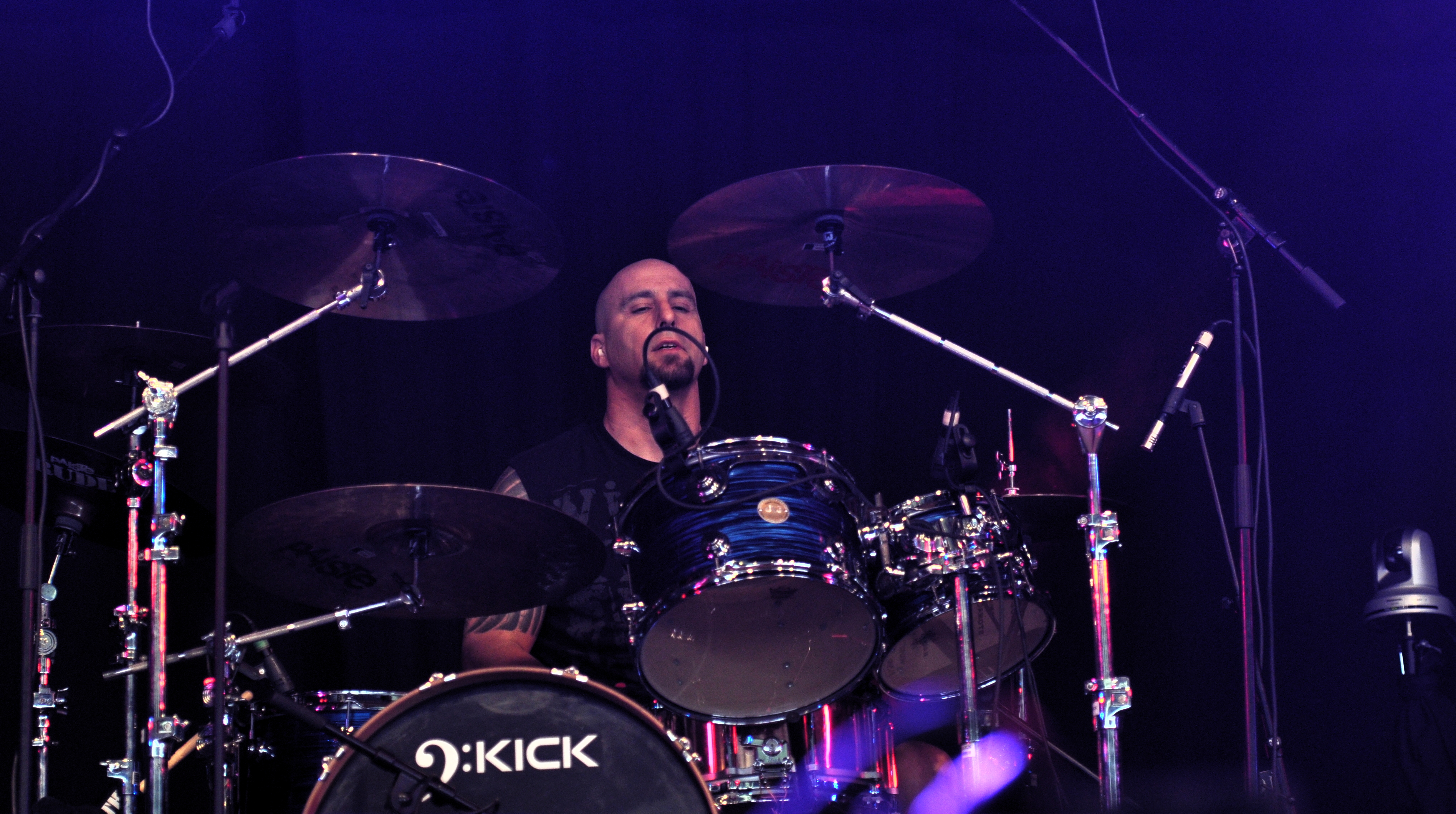
«Metal Bob»

## Дискографія

### Студійні альбоми
- Esteem Driven Engine (1996)
- 60 Cycle Hum (1997)
- @#!* (1999)
- Together Again for the First Time (2001)
- Matters (2004)
- No Change in the Weather (2016)

### Міні-альбоми
- Time-Insensitive Material (2009)
- The Long And The Short Of It (2011)

### Спільні альбоми
- The Slackers/Pulley Split (2004)